# Sidemen Charity Match
A Sidemen Charity Match ismételten megrendezésre kerülő jótékonysági labdarúgó-mérkőzés. 2016-ban tartották először, az eseményen két csapat játszik egymás ellen, és különböző jótékony szervezeteknek adományozza bevételeit.
Hat alkalommal került megrendezésre 2016 óta: egyszer a St. Mary Stadionban, háromszor a The Valleyben, egyszer a London Stadionban és egyszer a Wembley Stadionban. Minden mérkőzést a YouTube-on közvetítettek, mindegyiken részt vett a Sidemen mindegyik tagja – KSI, W2S, Miniminter, Zerkaa, Vikkstar123, TBJZL és Behzinga –, illetve különböző youtuberek a Sidemen Football Club és a YouTube Allstars csapatok tagjaiként.
A negyedik, 2022-ben megrendezett mérkőzés a Guinness Rekordok Könyvében a legtöbb megtekintéssel rendelkező élő jótékony sportközvetítés YouTube-on. 2025 márciusáig összesen több, mint 8,5 millió fontot (4 milliárd forint) gyűjtöttek össze adományokban.

## Háttér

### Sidemen
A Sidement 2013-ban alapították egy youtuber-csoportként a Grand Theft Auto Online-on. A csoport hat alapítótagjához – KSI, Miniminter, Zerkaa, Vikkstar123, TBJZL és Behzinga – 2014-ben csatlakozott W2S. Gyakran készítettek labdarúgással kapcsolatos tartalmat, illetve a FIFA-sorozattal kapcsolatos videókat.
Az első Sidemen Charity Match előtt a csoport öt tagja (KSI és Vikkstar123 kivételével) részt vett a 2015-ös EE Wembley-kupán a Sidemen United csapat tagjaként, amelyet a mérkőzésre hoztak létre, de 5–2-re kikaptak a Spencer FC-től. A Wembley-kupát még három évig rendezték meg a Sidemen nélkül, bár W2S, TBJZL és KSI részt vettek a 2017-es kiadáson, a Tekkers Town játékosaiként, 6–1-re kaptak ki a Hashtag Unitedtől.

### 2016: St. Mary
Az első mérkőzést 2016. június 3-án rendezték a southamptoni St. Mary Stadionban több, mint 110 ezer fontnyi adományt összegyűjtve a Saints Foundationnek. Több, mint 600 ezren nézték az elő közvetítést – amely ekkor YouTube Gaming-rekord volt – és 15 ezren voltak a helyszínen, mivel csak a stadion kapacitásának felét engedélyezte a Southampton FC a Sidemennek. A Sidemen FC 7–2-re nyert, Miniminter mesterhármast szerzett.

### 2017–2022: The Valley

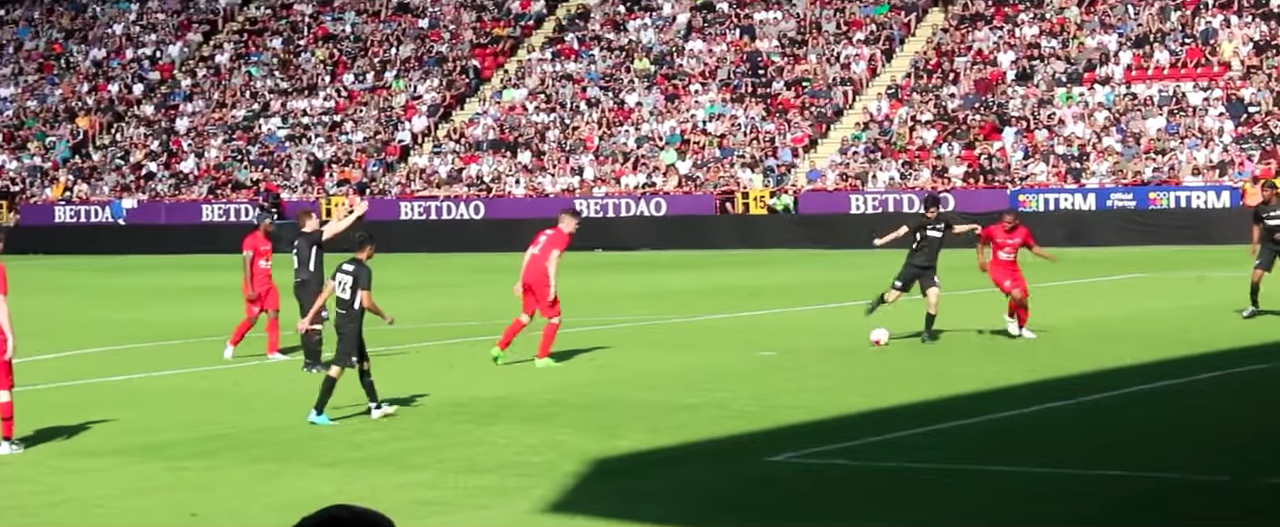
A The Valley stadionban három mérkőzést rendeztek, 2017 és 2022 között

A következő három mérkőzést a londoni The Valley stadionban rendezték meg. A 2017-es találkozón 210 ezer fontot gyűjtöttek össze az NSPCC és a Charlton Athletic Community Trust szervezeteknek, míg 2018-ban 65 747-et a CACT-nek és a Young Mindsnak. A második mérkőzést a YouTube Allstars nyerte 2–0-ra, a harmadikat a Sidemen FC 7–1-re. A találkozó fontisabb játékosai közé tartozott Deji, WillNE, Lachlan Power és Caspar Lee.
Egy négy éves szünet után 2022-ben tért vissza az esemény, amelyen 1 millió fontot gyűjtöttek össze a CALM-nak, a Teenage Cancer Trustnak, a Rays of Sunshine-nak és Miniminter M7 Education szervezetének. Új játékosok közé tartozott MrBeast, LazarBeam, Noah Beck, IShowSpeed, Chunkz, Niko Omilana és GeorgeNotFound. Billy Wingrove és Mark Goldbridge voltak a menedzserek, míg Mark Clattenburg FIFA-játékvezető volt a bíró. A Sidemen FC 8–7-re nyert, a mérkőzés Guinness-rekordot döntött nézettségével.

### 2023: London Stadion
Az ötödik mérkőzést 2023. szeptember 9-én rendezték meg a 62 ezer fő befogadására képes London Stadionban, a West Ham United otthonában, amely csapatnak Behzinga rajongója. A Sidemen 8–5-re nyert a YouTube Allstars ellen. A félidőben fellépett Aitch. A debütálók között volt Airrack, xQc, JiDion, Kai Cenat, AboFlah és Jacksepticeye. Max Fosh a mérkőzésen kapott egy sárga lapot, amelyet követően felmutatott egy visszafordító Uno-kártyát, amely pillanat népszerű lett közösségi médián. A mérkőzésen 2,4 millió fontot gyűjtöttek össze a CALM, Teenage Cancer Trust, Rays of Sunshine és M7 Education szervezeteknek.

### 2025: Wembley Stadion
2024 novemberében a Sidemen bejelentette, hogy a hatodik mérkőzést 2025. március 8-án fogják megrendezni a Wembley Stadionban, a legnagyobban az országban. Az összes jegy elkelt három órán belül, megtelítették a 90 ezres stadiont. A félidőben fellépett AJ Tracey, illetve KSI is, Thick of It című dalával. A végeredmény 9–9 lett, amelynek következtében büntetőkkel döntötték el a találkozót, amelyet a YouTube Allstars nyert 5–4-re. A mérkőzésen pályára lépett Mark Rober, Logan Paul, CarryMinati és Jynxzi. 2023-hoz hasonlóan Fosh ismét reagált egy sárga lapra, amelyet kapott, elvéve a lapot a bírótól és egy miniaprítóval megsemmisítette. Összesen 4,7 millió fontot gyűjtöttek össze adományokban a BBC Children in Need (50%), a Sidemen Bright Side (43%) és a M7 Education (7%) szervezeteknek. A megtekintések száma 8 millió fölött volt.

## Mérkőzések
| Sidemen | YouTube Allstars |

### 2016
| 2016. június 3. 14:00 (BST) |

| Sidemen                                                            | 7–2   | YouTube Allstars   |
| ------------------------------------------------------------------ | ----- | ------------------ |
| Tobiias 15' (öngól) TBJZL 45' Miniminter 51' 71' 73' Manny 53' 61' | (2–0) | JMX 58' Weller 72' |

| St. Mary Stadion, Southampton Nézőszám: 15 000 |

|     | 0   | Jme           |
| KA0 | 1   | HughWizzy     |
|     | 4   | Zerkaa        |
|     | 6   | Spencer FC    |
|     | 7   | Miniminter    |
|     | 10  | Marcus Butler |
|     | 11  | P Money       |
|     | 15  | Behzinga      |
|     | 17  | Manny         |
|     | 19  | Lewis Redman  |
|     | 21  | TBJZL         |
|     | 69  | KSI           |
|     | 77  | W2S           |
|     | 87  | Bateson       |
|     | 123 | Vikkstar123   |

| KA0 | 1  | David Vujanić   |
|     | 5  | CapgunTom       |
|     | 7  | Callux          |
|     | 8  | HurderOfBuffalo |
|     | 9  | Joe Weller      |
|     | 10 | ChrisMD         |
|     | 13 | BajanCanadian   |
|     | 15 | Joe Sugg        |
|     | 17 | Calfreezy       |
|     | 21 | Oli White       |
|     | 22 | Tobiias         |
|     | 25 | JMX             |
|     | 27 | Nepenthez       |
|     | 69 | AnEsonGib       |
|     | 75 | Poet            |

### 2017
| 2017. május 21. 14:00 (BST) |

| Sidemen | 0–2   | YouTube Allstars      |
| ------- | ----- | --------------------- |
|         | (0–1) | Castro 3' ChrisMD 90' |

| The Valley, London Nézőszám: 26 000 |

| KA      | 1   | Charlie Morley |
| JV      | 4   | Zerkaa         |
| KV      | 77  | W2S            |
| KV      | 75  | Poet           |
| BV      | 4   | Jme            |
| JKP     | 21  | TBJZL          |
| KP      | 16  | Behzinga       |
| KP      | 17  | Manny          |
| BKP     | 12  | KSI            |
| KCS     | 123 | Vikkstar123    |
| KCS0    | 7   | Miniminter     |
| Cserék: |     |                |
|         | 92  | David Vujanić  |
|         | 8   | P Money        |
|         | 87  | Bateson        |
|         | 19  | Lewis Redman   |

| KA      | 30 | HughWizzy     |
| JV      | 7  | Callux        |
| KV      | 4  | Josh Pieters  |
| KV      | 5  | Reev          |
| BV      | 44 | AnEsonGib     |
| VKP     | 25 | JMX           |
| VKP     | 17 | Calfreezy     |
| JKP     | 1  | Deji          |
| TKP     | 10 | ChrisMD       |
| BKP     | 2  | WillNE        |
| KCS0    | 50 | Marcus Butler |
| Cserék: |    |               |
|         | 69 | Caspar Lee    |
|         | 9  | Oli White     |
|         | 19 | TheBurntChip  |
|         | 21 | Castro        |

### 2018
| 2018. június 2. 16:00 (BST) |

| Sidemen                                                                | 7–1   | YouTube Allstars |
| ---------------------------------------------------------------------- | ----- | ---------------- |
| Miniminter 2' 47' 60' KSI 10' 77' Vikkstar123 57' (11-esből) TBJZL 83' | (2–0) | ChrisMD 65'      |

| The Valley, London |

| KA      | 1   | Charlie Morley |
| KV      | 77  | W2S            |
| KV      | 3   | Behzinga       |
| KV      | 4   | Zerkaa         |
| VKP     | 6   | KSI            |
| JKP     | 8   | Alfie Deyes    |
| KP      | 69  | RiceGum        |
| KP      | 21  | TBJZL          |
| BKP     | 10  | FaZe Adapt     |
| KCS     | 123 | Vikkstar123    |
| KCS0    | 7   | Miniminter     |
| Cserék: |     |                |
|         | 5   | Lachlan Power  |
|         | 0   | Jme            |
|         | 22  | Keemstar       |
|         | 17  | Manny          |

| KA      | 30  | HughWizzy     |
| JV      | 3   | Mo Vlogs      |
| KV      | 3   | Romell Henry  |
| KV      | 2   | WillNE        |
| BV      | 1   | Deji          |
| JKP     | 15  | Joe Sugg      |
| KP      | 17  | Calfreezy     |
| KP      | 11  | Callux        |
| BKP     | 7   | DjMaRiiO      |
| TKP     | 10  | ChrisMD       |
| KCS0    | 0   | King Bach     |
| Cserék: |     |               |
|         | 161 | Stephen Tries |
|         | 44  | AnEsonGib     |
|         | 22  | Jay Swingler  |
|         |     | PrestonPlayz  |

### 2022
| 2022. szeptember 24. 15:00 (BST) |

| Sidemen                                                                    | 8–7   | YouTube Allstars                                                        |
| -------------------------------------------------------------------------- | ----- | ----------------------------------------------------------------------- |
| Vikkstar123 12' TBJZL 18' 49' Miniminter 32' 67' 88' ChrisMD 71' Manny 86' | (3–4) | Chunkz 6' Omilana 9' 74' Yung Filly 26' Baker 41' Castro 51' WillNE 81' |

| The Valley, London Nézőszám: 27 111 Játékvezető: Mark Clattenburg |

| KA             | 1  | Pieface     |
| JV             | 17 | Calfreezy   |
| KV             | 15 | Behzinga    |
| KV             | 77 | W2S         |
| BV             | 4  | Zerkaa      |
| JKP            | 23 | MrBeast     |
| KP             | 5  | KSI         |
| KP             | 10 | ChrisMD     |
| BKP            | 21 | TBJZL       |
| KCS            | 7  | Miniminter  |
| KCS0           | 23 | Vikkstar123 |
| Cserék:        |    |             |
|                | 11 | Callux      |
|                | 8  | Karl Jacobs |
|                | 27 | Manny       |
|                | 13 | Randolph    |
|                | 0  | Jme         |
|                | 14 | LazarBeam   |
| Menedzser:     |    |             |
| Billy Wingrove |    |             |

| KA              | 1   | Cal the Dragon  |     |
| JV              | 2   | WillNE          |     |
| KV              | 6   | Harry Pinero    |     |
| KV              | 24  | Theo Baker      |     |
| BV              | 4   | AnEsonGib       |     |
| VKP             | 8   | Noah Beck       |     |
| VKP             | 10  | Yung Filly      |     |
| JKP             | 7   | IShowSpeed      | 65' |
| TKP             | 21  | Chunkz          |     |
| BKP             | 91  | Castro          |     |
| KCS0            | 69  | Niko Omilana    |     |
| Cserék:         |     |                 |     |
|                 | 404 | GeorgeNotFound  |     |
|                 | 22  | Chandler Hallow |     |
|                 | 13  | Kris Tyson      |     |
|                 | 27  | Danny Aarons    |     |
|                 | 1   | Deji            |     |
| Menedzser:      |     |                 |     |
| Mark Goldbridge |     |                 |     |

### 2023
| 2023. szeptember 9. 15:00 (BST) |

| Sidemen                                                                     | 8–5   | YouTube Allstars                                              |
| --------------------------------------------------------------------------- | ----- | ------------------------------------------------------------- |
| Behzinga 9' Miniminter 45' Manny 48' 50' 62' TBJZL 60' W2S 80' Szalameh 80' | (2–2) | ChrisMD 15' Chunkz 45+2' Fosh 56' KSI 67' (öngól) Omilana 86' |

| London Stadion, London Nézőszám: 62 000 Játékvezető: Mark Clattenburg |

| KA             | 69  | KSI            |
| JV             | 14  | LazarBeam      |
| KV             | 17  | Calfreezy      |
| KV             | 77  | W2S            |
| BV             | 0   | Jme            |
| JKP            | 4   | Zerkaa         |
| KP             | 21  | TBJZL          |
| KP             | 25  | Behzinga       |
| BKP            | 1   | MrBeast        |
| KCS            | 123 | Vikkstar123    |
| KCS0           | 7   | Miniminter     |
| Cserék:        |     |                |
|                | 11  | Callux         |
|                | 3   | Airrack        |
|                | 13  | AngryGinge     |
|                | 999 | Deji           |
|                | 27  | Manny          |
|                | 33  | Randolph       |
|                | 99  | Tarík Szalameh |
| Menedzser:     |     |                |
| Billy Wingrove |     |                |

| KA              | 12 | xQc           |     |
| JV              | 27 | Danny Aarons  |     |
| KV              | 2  | WillNE        |     |
| KV              | 33 | JiDion        |     |
| BV              | 5  | Max Fosh      | 78' |
| VKP             | 10 | ChrisMD       |     |
| VKP             | 9  | Yung Filly    |     |
| JKP             | 7  | IShowSpeed    |     |
| TKP             | 14 | Theo Baker    |     |
| BKP             | 3  | Kai Cenat     |     |
| KCS0            | 69 | Niko Omilana  |     |
| Cserék:         |    |               |     |
|                 | 32 | AboFlah       |     |
|                 | 21 | Chunkz        |     |
|                 | 34 | Duke Dennis   |     |
|                 | 13 | Jacksepticeye |     |
|                 | 8  | Karl Jacobs   |     |
|                 | 86 | Konstantin    |     |
| Menedzser:      |    |               |     |
| Mark Goldbridge |    |               |     |

### 2025
| 2025. március 8. 15:00 (GMT) |

| Sidemen                         | 9–9   | YouTube Allstars                      |
| ------------------------------- | ----- | ------------------------------------- |
|                                 | (4–5) |                                       |
| Büntetőpárbaj                   |       |                                       |
| Miniminter Rober W2S Weller KSI | 4–5   | Deji Baker ChrisMD Omilana IShowSpeed |

| Wembley Stadion, London Nézőszám: 90 000 Játékvezető: Mark Clattenburg |

| KA         | 12  | xQc           |
| JV         | 123 | Vikkstar123   |
| KV         | 77  | W2S           |
| KV         | 19  | KSI           |
| BV         | 24  | Mark Rober    |
| JKP        | 21  | TBJZL         |
| KP         | 25  | Behzinga      |
| KP         | 1   | Logan Paul    |
| BKP        | 9   | Joe Weller    |
| KCS        | 7   | Miniminter    |
| KCS0       | 4   | Zerkaa        |
| Cserék:    |     |               |
|            | 0   | Jme           |
|            | 14  | LazarBeam     |
|            | 8   | George Clarke |
|            | 99  | JasonTheWeen  |
|            | 27  | Manny         |
|            | 17  | Randolph      |
|            | 11  | Callux        |
| Menedzser: |     |               |
| Calfreezy  |     |               |

| KA           | 1   | Sketch        |     |
| JV           | 23  | MrBeast       |     |
| KV           | 13  | AngryGinge    |     |
| KV           | 5   | Max Fosh      | 51' |
| BV           | 22  | Fanum         |     |
| JKP          | 7   | IShowSpeed    |     |
| KP           | 10  | ChrisMD       |     |
| KP           | 21  | Chunkz        |     |
| BKP          | 3   | Kai Cenat     |     |
| KCS          | 69  | Niko Omilana  |     |
| KCS0         | 14  | Theo Baker    |     |
| Cserék:      |     |               |     |
|              | 27  | Danny Aarons  |     |
|              | 2   | WillNE        |     |
|              | 17  | CarryMinati   |     |
|              | 999 | Deji          |     |
|              | 67  | Jynxzi        |     |
|              | 25  | Lachlan Power |     |
|              | 66  | StableRonaldo |     |
| Menedzser:   |     |               |     |
| TheBurntChip |     |               |     |

## Statisztika
| # | Játékos        | Pályára lépések | Gólok |
| - | -------------- | --------------- | ----- |
| 1 | Miniminter     | 6 (2016–2025)   | 11    |
| 2 | Manny          | 6 (2016–2025)   | 7     |
| 3 | TBJZL          | 6 (2016–2025)   | 6     |
| 4 | ChrisMD        | 6 (2016–2025)   | 5     |
| 5 | Theo Baker     | 3 (2022–2025)   | 4     |
| 6 | Niko Omilana   | 3 (2022–2025)   | 3     |
| 6 | Joe Weller     | 2 (2016, 2025)  | 3     |
| 6 | Chunkz         | 3 (2022–2025)   | 3     |
| 7 | KSI            | 6 (2016–2025)   | 2     |
| 7 | Vikkstar123    | 6 (2016–2025)   | 2     |
| 7 | Castro         | 2 (2017, 2022)  | 2     |
| 7 | Behzinga       | 6 (2016–2025)   | 2     |
| 8 | JMX            | 2 (2016–2017)   | 1     |
| 8 | Yung Filly     | 2 (2022–2023)   | 1     |
| 8 | WillNE         | 5 (2017–2025)   | 1     |
| 8 | Max Fosh       | 2 (2023–2025)   | 1     |
| 8 | W2S            | 6 (2016–2025)   | 1     |
| 8 | Tarík Szalameh | 1 (2023)        | 1     |
| 8 | Logan Paul     | 1 (2025)        | 1     |
| 8 | Zerkaa         | 6 (2016–2025)   | 1     |
| 8 | IShowSpeed     | 3 (2022–2025)   | 1     |
| 8 | AngryGinge     | 2 (2023–2025)   | 1     |
| 8 | Kai Cenat      | 2 (2023–2025)   | 1     |
| 8 | George Clarke  | 1 (2025)        | 1     |

| Év          | Összeg            | Jótékony szervezet(ek)                                  | For.              |
| ----------- | ----------------- | ------------------------------------------------------- | ----------------- |
| 2016        | £110 000          | Saints Foundation                                       | [ 32 ]            |
| 2017        | £210 000          | NSPCC Charlton Athletic Community Trust                 | [ 33 ]            |
| 2018        | £65 747           | Young Minds Charlton Athletic Community Trust           | [ 34 ]            |
| 2019 – 2021 | Nem rendezték meg | Nem rendezték meg                                       | Nem rendezték meg |
| 2022        | £1 000 000        | CALM Teenage Cancer Trust Rays of Sunshine M7 Education | [ 35 ]            |
| 2023        | £2 400 000        | CALM Teenage Cancer Trust Rays of Sunshine M7 Education | [ 36 ]            |
| 2024        | Nem rendezték meg | Nem rendezték meg                                       | Nem rendezték meg |
| 2025        | £4 733 004        | BBC Children in Need Bright Side M7 Education           | [ 37 ]            |

### Guinness World Records
| Magazin                | Év   | Világrekord                                                         | Rekorder | Státusz | For.   |
| ---------------------- | ---- | ------------------------------------------------------------------- | -------- | ------- | ------ |
| Guinness World Records | 2022 | Legtöbb megtekintés egy közösségi médián közvetített sporteseményen | Sidemen  | Rekord  | [ 18 ] |